# Grégory Berthier
Grégory Berthier, né le 11 novembre 1995 à Sens, est un footballeur français qui évolue au poste de milieu offensif à l'US Orléans.

## Biographie

### AJ Auxerre
Il a été formé dans le club de son village d'enfance, le Sporting Club de Gron. Repéré lors d'un match l'opposant à l'AJA, il part alors en sport-études avant d'y intégrer le centre de formation et d'être quelques années plus tard le capitaine de l'équipe victorieuse en coupe Gambardella lors de la saison 2013/2014 au Stade de France.
Il joue son premier match professionnel la saison suivante, le 23 août 2014, lors d'une rencontre de Ligue 2 face au Dijon FCO. Il marque ses premiers buts en équipe professionnelle le 6 décembre 2014 pendant une rencontre du 8e tour de la coupe de France à Sarreguemines, remportée 0-4 par son équipe, lors de laquelle il inscrit les deux derniers buts. Quelques jours plus tard, le 19 décembre, il ouvre son compteur buts en championnat en marquant face aux Chamois niortais.

### Stade de Reims
Le 21 juin 2016, il s'engage pour quatre ans avec le club champenois du Stade de Reims. Auteur d'une première saison complète, le joueur est moins en vue la seconde année mais termine néanmoins champion du championnat.

### Red Star
N'entrant pas dans les plans de l'entraîneur rémois, il est prêté sans option d'achat au Red Star FC en Ligue 2 le 1er juillet 2018. Malgré quelques beaux noms (Nicolas Douchez, Clément Chantôme), le club termine à la 18e place, synonyme de relégation.

### Vendsyssel FF
Le 5 octobre 2021, après avoir passé dans plusieurs clubs français, il signe au Vendsyssel FF au Danemark. Dans un petit championnat composé de 22 journées, le joueur fait une saison pleine et inscrit 3 buts.

### FC Chambly
Le 30 juin 2021, le joueur s'engage au FC Chambly tout juste relégué de Ligue 2 vers le National 1.

### US Orléans
Le 22 juin 2022, le joueur s'engage à l'US Orléans club de national pour deux saisons. Le 5 juin 2024, il prolonge son contrat avec le club du Loiret pour deux saisons supplémentaire soit jusqu'en 2026.

## Statistiques
| Saison                | Club                  | Championnat           | Championnat | Championnat | Championnat | Coupe nationale | Coupe nationale | Coupe nationale | Coupe de la Ligue | Coupe de la Ligue | Coupe de la Ligue | Total | Total | Total |
| Saison                | Club                  | Division              | M.          | B.          | P.d.        | M.              | B.              | P.d.            | M.                | B.                | P.d.              | M.    | B.    | P.d.  |
| 2014-2015             | AJ Auxerre            | Ligue 2               | 16          | 3           | 4           | 5               | 2               | 0               | 2                 | 0                 | 0                 | 23    | 5     | 4     |
| 2015-2016             | AJ Auxerre            | Ligue 2               | 22          | 3           | 0           | 1               | 0               | 0               | 2                 | 0                 | 0                 | 25    | 3     | 0     |
| Sous-total            | Sous-total            | Sous-total            | 38          | 6           | 4           | 6               | 2               | 0               | 4                 | 0                 | 0                 | 48    | 8     | 4     |
| 2016-2017             | Stade de Reims        | Ligue 2               | 31          | 0           | 2           | 3               | 1               | 0               | -                 | -                 | -                 | 34    | 1     | 2     |
| 2017-2018             | Stade de Reims        | Ligue 2               | 6           | 1           | 0           | -               | -               | -               | 2                 | 1                 | 0                 | 8     | 2     | 0     |
| Sous-total            | Sous-total            | Sous-total            | 37          | 1           | 2           | 3               | 1               | 0               | 2                 | 1                 | 0                 | 42    | 3     | 2     |
| Total sur la carrière | Total sur la carrière | Total sur la carrière | 75          | 7           | 6           | 9               | 3               | 0               | 6                 | 1                 | 0                 | 90    | 11    | 6     |

## Palmarès
Il remporte la Coupe Gambardella en 2014 avec les jeunes d'AJ Auxerre. Avec l'équipe première, il est finaliste de la Coupe de France en 2015 mais battu par le Paris SG. Il est Champion de France de Ligue 2 en 2018 avec le Stade de Reims.